# Munford, Alabama
Munford är en kommun (town) i Talladega County i Alabama. Vid 2010 års folkräkning hade Munford 1 292 invånare.
Orten är mest känd för slaget vid Munford i slutskedet av amerikanska inbördeskriget den 23 april 1865, två veckor efter att Robert E. Lee hade kapitulerat. Nordstaterna vann slaget som var troligen det sista i inbördeskriget öster om Mississippifloden.

## Kända personer från Munford
- Donald W. Stewart, politiker